# I niech szukają mnie kule
I niech szukają mnie kule – drugi album solowy polskiego rapera Szada. Wydawnictwo ukazało się 6 kwietnia 2013 roku nakładem wytwórni muzycznej Labirynt Records. Materiał wyprodukowali Kris SCR i Golden.
Nagrania dotarły do 11. miejsca zestawienia OLiS.

## Lista utworów
Opracowano na podstawie materiału źródłowego.
1. "Intro - Pierwsza bezsenna noc" (muzyka: Kris SCR) 2:18
2. "Bal na żyletce" (muzyka: Kris SCR) 4:11
3. "Akrobiografia" (muzyka: Kris SCR, scratch: Dj Qmak) 4:33
4. "Dzieci miast" (muzyka: Kris SCR, scratch: Dj Slime) 4:43
5. "Umieram na wyobraźnię" (muzyka: Kris SCR, scratch: Dj Qmak) 4:21
6. "Sprawdzam" (muzyka: Kris SCR, scratch: Dj Qmak) 3:53
7. "Gniew" (muzyka: Kris SCR, scratch: Dj Slime) 4:04
8. "W poczekalni" (muzyka: Golden, scratch: Dj Slime) 4:05
9. "Skit - Druga bezsenna noc" (muzyka: Kris SCR) 1:51
10. "Nic nie stoi w miejscu" (muzyka: Kris SCR, scratch: Dj Slime) 4:22
11. "Góra" (muzyka: Kris SCR, scratch: Dj Slime) 4:39
12. "Brzydsze kaczątka" (muzyka: Kris SCR, scratch: Dj Perc) 3:22
13. "Ga... Ga..." (muzyka: Kris SCR) 3:33
14. "Niezapominajka" (muzyka: Kris SCR, scratch: Dj Slime) 3:49
15. "3WFlooowKlika" (gościnnie: Trzeci Wymiar, muzyka: Kris SCR) 4:10
16. "Nie wiesz, komu depczesz kwiaty" (muzyka: Kris SCR, scratch: Dj Qmak) 4:33
17. "Outro - Sen" (muzyka: Kris SCR) 1:58
18. "Taniec śmierci" (ukryty utwór, muzyka: Kris SCR) 3:49